# Ulrich von Wildhaus
Ulrich von Wildhaus († 26. August 1351 in Straßburg (Kärnten)) war als Ulrich II. Bischof der Diözese Gurk.
Ulrich von Wildhaus entstammte einem untersteirischen Ministerialengeschlecht, das nach Wildhaus (slowenisch: Viltuš) westlich von Marburg (Maribor) im heutigen Slowenien benannt war. Seine beiden Schwestern waren Nonnen, Graf Friedrich von Cilli war sein Neffe. 
1345 wurde er zum Bischof von Gurk ernannt. Von seiner kurzen Amtszeit ist nur wenig bekannt. Er starb am 26. August 1351, seine letzte Ruhestätte ist unbekannt. Die Ansicht, dass er zuvor auf sein Bistum verzichtet hätte, kann nicht aufrechterhalten werden.